# Каменск-Уральский металлургический завод
Каменск-Уральский металлургический завод (ОАО КУМЗ) — одно из градообразующих предприятий города Каменска-Уральского Свердловской области России. КУМЗ создавался как завод специальной металлургии в составе Министерства авиационной промышленности для обеспечения самолётостроения полуфабрикатами из алюминиевых и магниевых сплавов, полученных обработкой давлением.
Принятое название на английском языке: Kamensk Uralsky Metallurgical Works J.S.Co. Сокращённое название — KUMZ — совпадает по звучанию с аббревиатурой на русском языке.
Завод выпускает из алюминия и алюминиевых сплавов слитки, плоский прокат, профили, трубы сварные, прессованные и бурильные, прутки, проволоку, штамповки любой конфигурации, диски для легковых и грузовых автомобилей, теплообменники для холодильников, окрашенные профили и конструкции.
Из-за вторжения России на Украину предприятие внесено в санкционные списки всех стран Евросоюза, США и некоторых других стран.

## История

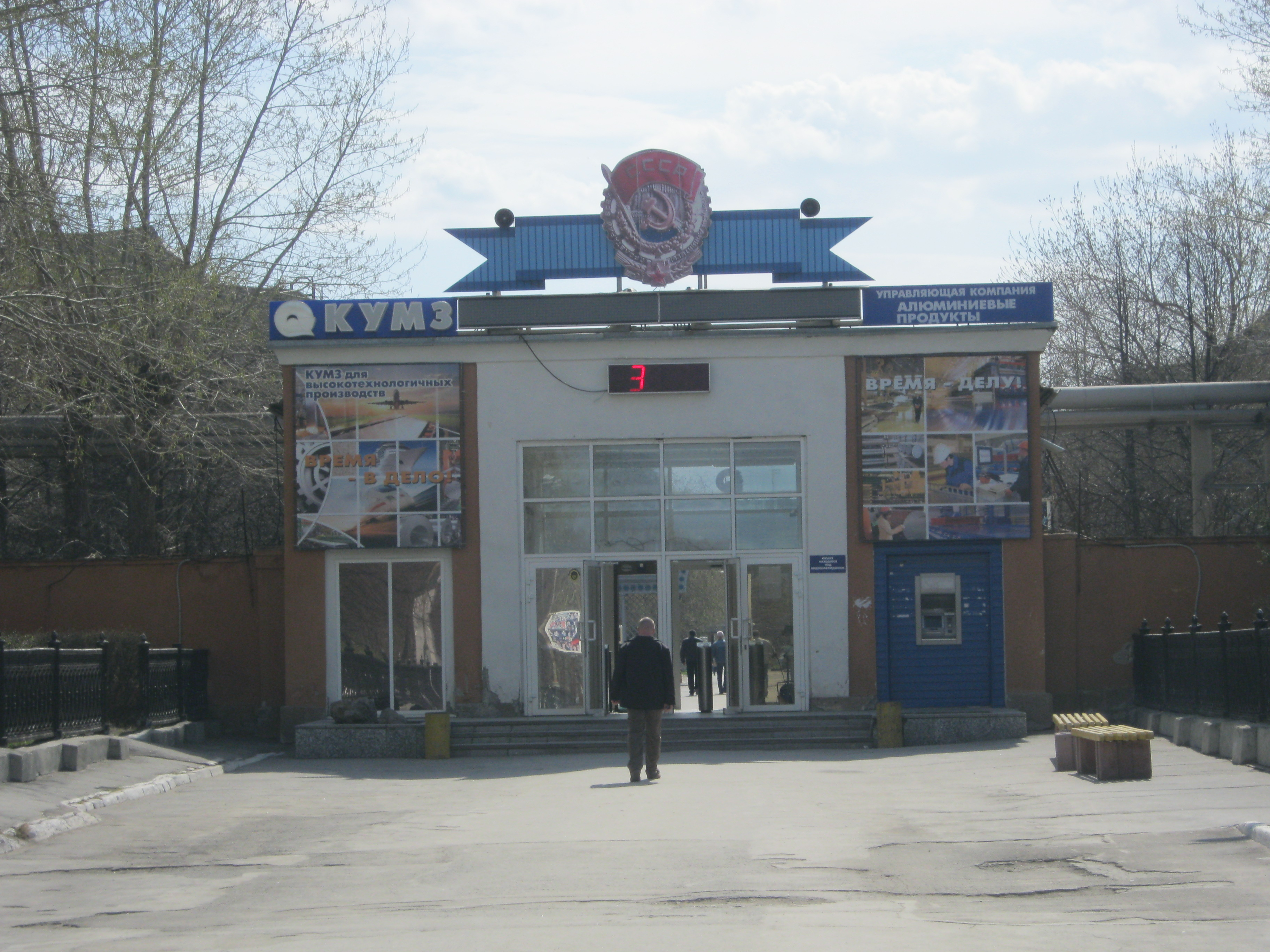
Центральная проходная ОАО «КУМЗ»

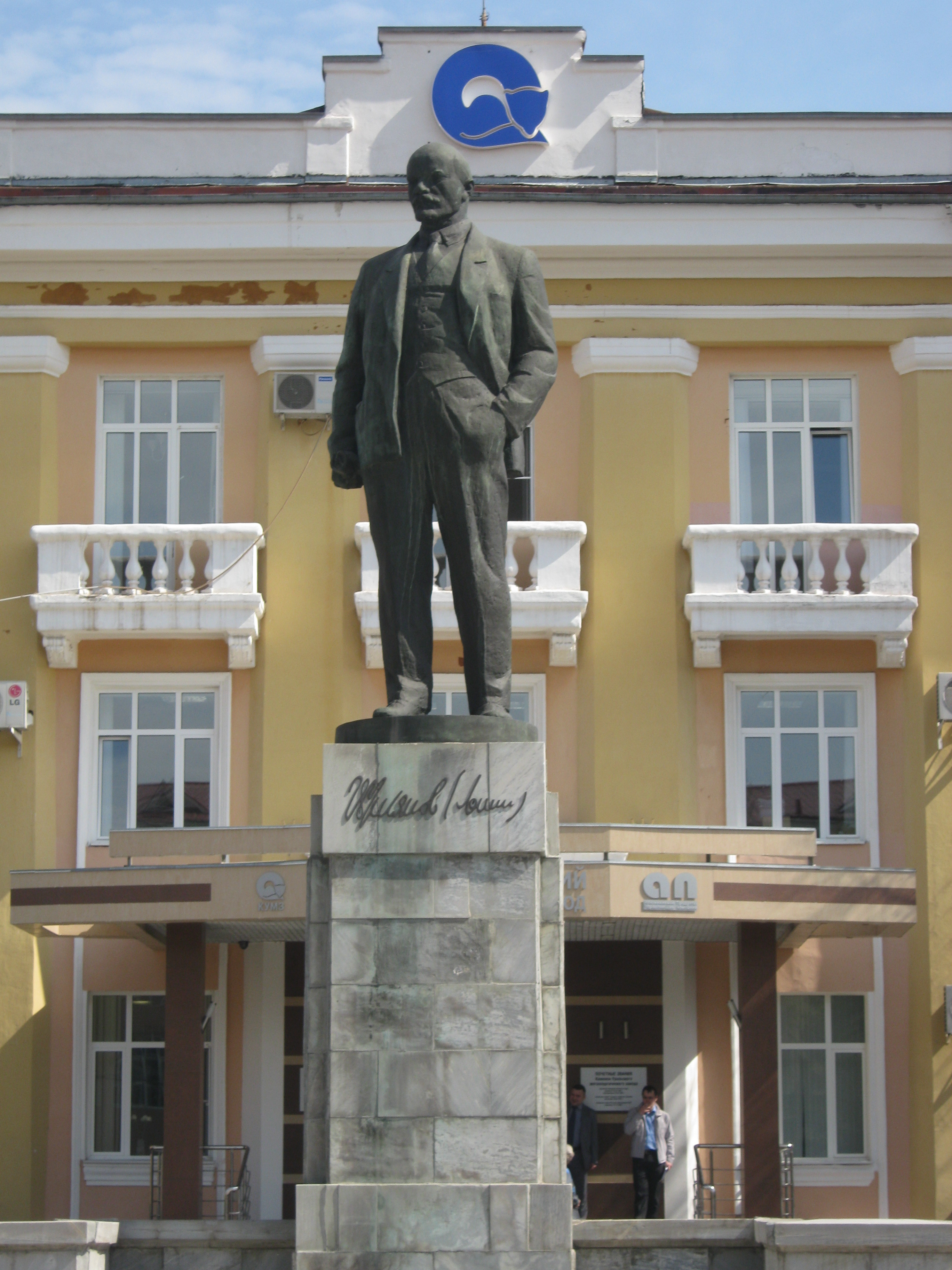
Памятник В. И. Ленину возле здания заводоуправления ОАО «КУМЗ»

История КУМЗа началась с выхода постановления Экономсовета СССР № 513-99С от 3 июня 1939 года о строительстве в районе Каменска-Уральского завода № 268 как базы по производству магниевых сплавов. В мае 1940 года начались строительные работы, но из-за начавшейся Великой Отечественной войны в планы строительства были внесены коррективы — строящийся завод должен был принять литейное и прокатное производства эвакуируемого из-под Москвы Ступинского металлургического завода (завода № 150). 6 февраля 1942 года была сдана в эксплуатацию первая электрическая печь литейного цеха. Первая плавка металла была выполнена 14 февраля. В апреле 1942 года в Верхнюю Салду отправился первый вагон с продукцией завода — слитками. В это же время, в связи с победой под Москвой и смещением линии фронта на безопасное расстояние, было принято решение о реэвакуации завода № 150, а новое оборудование для КУМЗа заказано в США.
Первым документальным определением предназначения завода стало следующее: «Завод № 268 является металлургическим заводом, предназначенным для производства основных материалов и заготовок для самолётостроения и частично для моторных заводов. На заводе предусмотрена организация трёх основных производств: прокатного — для изготовления алюминиевых листов, прессового — для изготовления прессованных профилей, кузнечно-прессового — для производства поковок и штамповок из цветных и чёрных металлов».
Осенью 1943 года первую продукцию выдали кузнечный и профильно-прессовый цехи, а в декабре завод стал самостоятельной хозяйственной единицей. 5 мая 1944 года в газете «Правда» был опубликован отчет об окончании строительства и введении в эксплуатацию первой очереди завода, история которого отсчитывается именно от этой даты. В 1945 году было запущено новое оборудование прокатного производства, а в 1946 году на завод поступила первая партия машин и прессов по репарациям из Германии. В 1949 году КУМЗ начал выпуск алюминиевой посуды.
В 1950-е годы объёмы производства наращивались, расширялась номенклатура выпускаемой продукции. Были введены в эксплуатацию новые корпуса цехов: в 1951 — кузнечно-прессового, в 1958 — литейного, в 1959 — прессового. В 1958 году КУМЗ впервые поставил продукцию (2952 тонны алюминиевого проката) на экспорт. В этом же году впервые было выпущено 585 тонн магниевого проката.
В марте 1966 года начала работу механизированная линия по производству испарителей к бытовым холодильникам. В мае плавильно-литейные агрегаты были переведены с мазута на природный газ.
В 1972 году на КУМЗе появился новый корпус и новый цех, предназначенный для выпуска легкосплавных бурильных труб. Первая бурильная труба была отпрессована 28 апреля. В 1975 году была внедрена Автоматизированная система управления предприятием. В 1982 году благодаря новой производственной линии «Ферро» выпускаемая на заводе алюминиевая посуда получила покрытие силикатными эмалями и внутреннее тефлоновое противопригарное покрытие. В 1991 году на заводе активно осваивалось производство алюминиево-литиевых сплавов. Впервые в России из этих сплавов были изготовлены плакированные листы.
30 ноября 1992 года завод был реорганизован в акционерное общество открытого типа. Конференция трудового коллектива выбрала первый вариант приватизации.
В декабре 2007 года был сдан в эксплуатацию новый цех по термомеханической обработке плит, получивший имя «Чкаловский». Изначально цех функционировал как отдельное ЗАО «Чкаловский» на площадке КУМЗа, но 21 июля 2008 года по результатам голосования акционеров было принято решение о присоединении ЗАО «Чкаловский» к ОАО «КУМЗ».
В декабре 2011 года был подписан ряд контрактов на постройку первой очереди нового прокатного комплекса по производству полуфабрикатов из алюминиевых и алюминиево-литиевых сплавов на территории КУМЗа. Весь проект оценивается в 550 млн евро, а его первая очередь — цех холодной прокатки — в 86 млн евро. В мае 2012 года закончена модернизация уникального вертикального пресса усилием 30 000 тонн, которая была произведена лидером отечественного машиностроения «Уралмаш» вместе с американской компанией «Ойлгёр», которая поставила гидравлическое оборудование и автоматику. На этом прессе осуществляется высокоточная штамповка сложных деталей для авиакосмической отрасли и других отраслей промышленности. 19 мая 2015 года КУМЗ ввёл в эксплуатацию первую очередь нового прокатного комплекса — цех холодного проката тонких алюминиевых листов. В июле 2019 года в эксплуатацию запущена вторая очередь комплекса, предназначенной для выпуска листов шириной до 3 500 мм и плит шириной до 4 300 мм.

### Директора завода
1. 1943—1945 — Ф. Т. Маленок[22]
2. 1945—1951 — П. П. Мочалов[23]
3. 1951—1953 — И. А. Жихарев[24]
4. 1953—1957 — В. С. Курбатов[25]
5. 1957—1972 — К. Н. Михайлов[26]
6. 1972—1973 — Н. Д. Цабров[27]
7. 1973—1985 — А. Н. Чеканов[28]
8. 1985—1997 — Б. И. Пасынков[29]
9. 1997—2001 — Н. Т. Тихонов[30]
10. 2001—2002 — В. И. Трищенко (генеральный директор)[31]
11. 2002—2003 — Р. Р. Арасланов (генеральный директор), В. И. Трищенко (исполнительный директор)[32]
12. 2003—2006 — А. Р. Школьников (генеральный директор)[33]
13. 2006—2012 — А. В. Филиппов[34]
14. 2012—2013 — С. В. Боровик[35]
15. 2013—2014 — С. В. Красноперов (и. о. управляющего директора)[36]
16. 2014—2017 — А. И. Семенихин[37]
17. 2017—2017 — Е. В. Головатая (вр. и. о. управляющего директора)[38]
18. 2017—2017 — А. Р. Школьников (управляющий директор)[39]
19. 2018—2019 — А. Ю. Волвенкин (управляющий директор)[40]
20. 2019— 2020 — Е. В. Головатая (управляющий директор)[41]
21. 2020 — 2022 — А.С. Берсенев (генеральный директор)
22. 2022 — н.в. — М.Ю. Ненюков (генеральный директор) [1]

### Награды
25 апреля 1964 года заводу было присвоено звание «Коллектив коммунистического труда». За трудовые успехи в развитии производства и во внедрении новой техники Указом Президиума Верховного Совета СССР 8 июня 1978 года КУМЗ был награждён орденом Трудового Красного Знамени.
В апреле 2005 года КУМЗ награждён грамотой Правительства РФ по итогам IV Всероссийского конкурса «Российская организация высокой социальной эффективности».

## Новые технологии и наука
На КУМЗе проходили своё промышленное опробование различные научные разработки и технические решения в области металлургической технологии, в том числе:
- разработка и освоение алюминиево-литиевых сплавов[44];
- создание высокоэффективных жаропрочных материалов, полученных методом порошковой металлургии;
- освоение технологии производства труб из уникальных сплавов и бурильных труб из сплава 2024;
- проведение реконструкции двух скоростных линий прессования длинномерных профилей.

С развитием в стране программы освоения космоса завод одним из первых приступил к выполнению заказов космической промышленности. Продукция завода нашла применение при строительстве космических кораблей «Восток», «Восход» и «Буран», орбитальных станций «Салют» и «Мир», ракет-носителей «Протон», транспортных кораблей «Союз» и «Прогресс». Завод принимал участие в создании Международной космической станции и в программе «Морской старт».

## Производство
Основные цеха КУМЗа:
- Литейный цех
- Трубопрессовый цех
- Прессовый цех
- Инструментальный цех
- Кузнечно-прессовый цех
- Цех испарителей
- Плитный проект
- Прокатный цех
- Научно-технический центр

### Литейное производство
Основной задачей литейного производства является обеспечение обрабатывающих цехов исходными заготовками. Сырьем для производства алюминиевых сплавов в виде заготовок для проката или штамповки служит алюминий, поступающий с алюминиевых заводов, а также алюминиевый лом.
Цех оснащен плавильно-литейными агрегатами в составе: электрические печи ёмкостью 7 т, газовые печи ёмкостью 15—40 т, тигельно-индукционная печь ёмкостью 20 т, электровакуумные миксеры ёмкостью до 20 т, газовые миксеры ёмкостью до 40 т. В 2006 году введены в эксплуатацию два современных плавильно-литейных агрегата, в 2010 году — новый агрегат по выпуску крупногабаритных слитков. Для получения металла повышенной чистоты применяется рафинирование расплава смесью аргона и хлора, в том числе через вращающийся ротор и пористые пробки, вакуумирование расплава перед отливкой, фильтрация через стеклосетку и керамику. Для получения высокого качества литейной поверхности применяется литьё в блочные системы с «горячим верхом», графитовые и электромагнитные кристаллизаторы.
Имеющееся оборудование позволяет выпускать методом полунепрерывного литья слитки диаметром от 55 до 805 мм, полые слитки наружным диаметром от 196 до 805 мм и внутренним диаметром от 80 до 410 мм, плоские слитки сечением от 225×950 мм до 400×1600 мм, длиной до 5200 мм. В каталоге продукции завода сообщается, что КУМЗ отливает слитки более 70 марок алюминиевых деформируемых сплавов по РОССТАНДАРТу, серийно выпускает более 20 марок сплавов по международным стандартам EN, DIN, ASTM. В настоящее время завод является единственным поставщиком полуфабрикатов из деформируемых алюминиево-литиевых сплавов и сплавов на основе магния.

### Прокатное производство

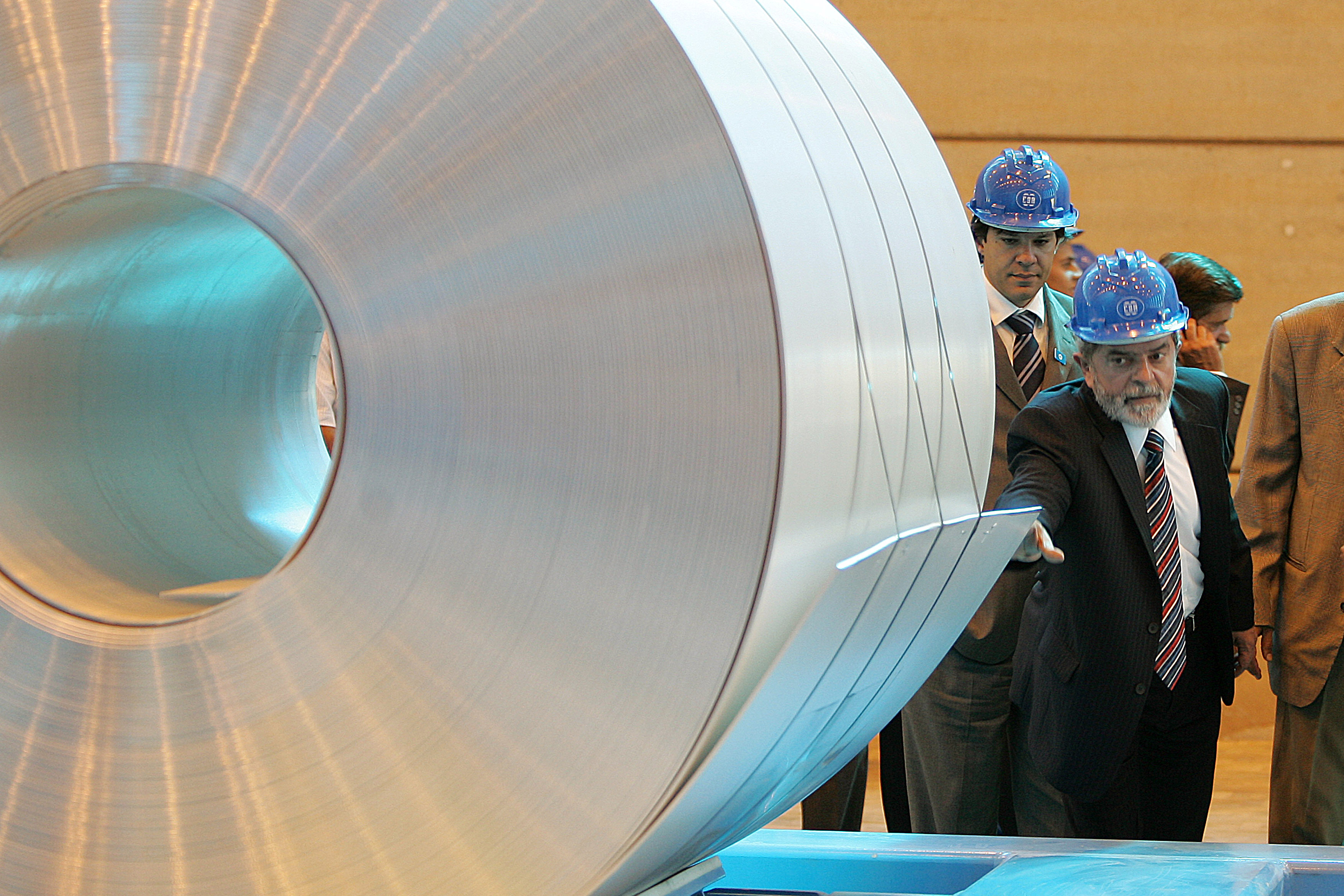
Алюминиевый прокат

Изготовление полуфабрикатов производится из алюминия и алюминиевых сплавов, химический состав которых соответствует EN 573, ASTM B209, в соответствии с европейским стандартом EN 485, американским ASTM B209, германским DIN 1745 и английским BS 1470. Согласно каталогу продукции, ОАО «КУМЗ» является единственным в России и СНГ производителем тонких (0,3—0,4 мм) закаленных листов из сплавов АВ, Д16 и АК4-1, основным производителем термоупроченных плит для изделий авиационной техники. Прокатный цех является мировым лидером в производстве листов из алюминиево-литиевых сплавов, в том числе с ограниченным содержанием водорода в сплаве (до 0,4—0,6 см³/100 г металла).
Кроме проката с плоской поверхностью выпускаются плиты и листы со специальными насечками на поверхности, предотвращающими скольжение, Такая продукция применяется для полов транспортных средств, буровых вышек. Первая партия рифлёных плит была выпущена после отработки технологии в феврале 2006 года.
В 2012 году введена в эксплуатацию установка гидроабразивной резки плитной продукции. Гидроабразивная резка позволяет производить раскрой прямоугольных плит, в результате чего получаются заготовки требуемой сложной формы.
КУМЗ является одобренным поставщиком алюминиевых плит для таких известных зарубежных авиапроизводителей, как Boeing, Bombardier, Airbus.

### Прессовое производство
Прессовое производство обеспечивает изготовление прутков, проволоки, труб, профилей (как сплошных, так и полых) из алюминиевых сплавов. Заготовкой для прессового производства является гомогенизированный обточенный и порезанный согласно типу и размеру оборудования и технологическим требованиям слиток.
КУМЗ имеет в своем распоряжении 39 горизонтальных гидравлических прессов усилием от 500 тс до 12 000 тс, которые располагаются в четырёх корпусах. Выпускает более 20 000 типоразмеров профилей, более 550 типоразмеров прутков, более 850 типоразмеров труб. Для прессования длинномерных тонкостенных профилей сложной конфигурации (с толщиной стенки 1,2—1,5 мм и описанной окружностью до 200 мм) введены в эксплуатацию две линии с натяжением на базе прессов 1250 и 2500 тс. Для производства легкосплавных бурильных труб, применяемых в нефтегазодобывающей промышленности, а также фасонных труб-корпусов для электродвигателей используются три пресса усилием 6000 тс с независимой прошивной системой передвижения иглы усилием 1200 тс. Закалка и старение прессованных полуфабрикатов для достижения необходимых механических свойств производится термическими установками.

### Кузнечное производство

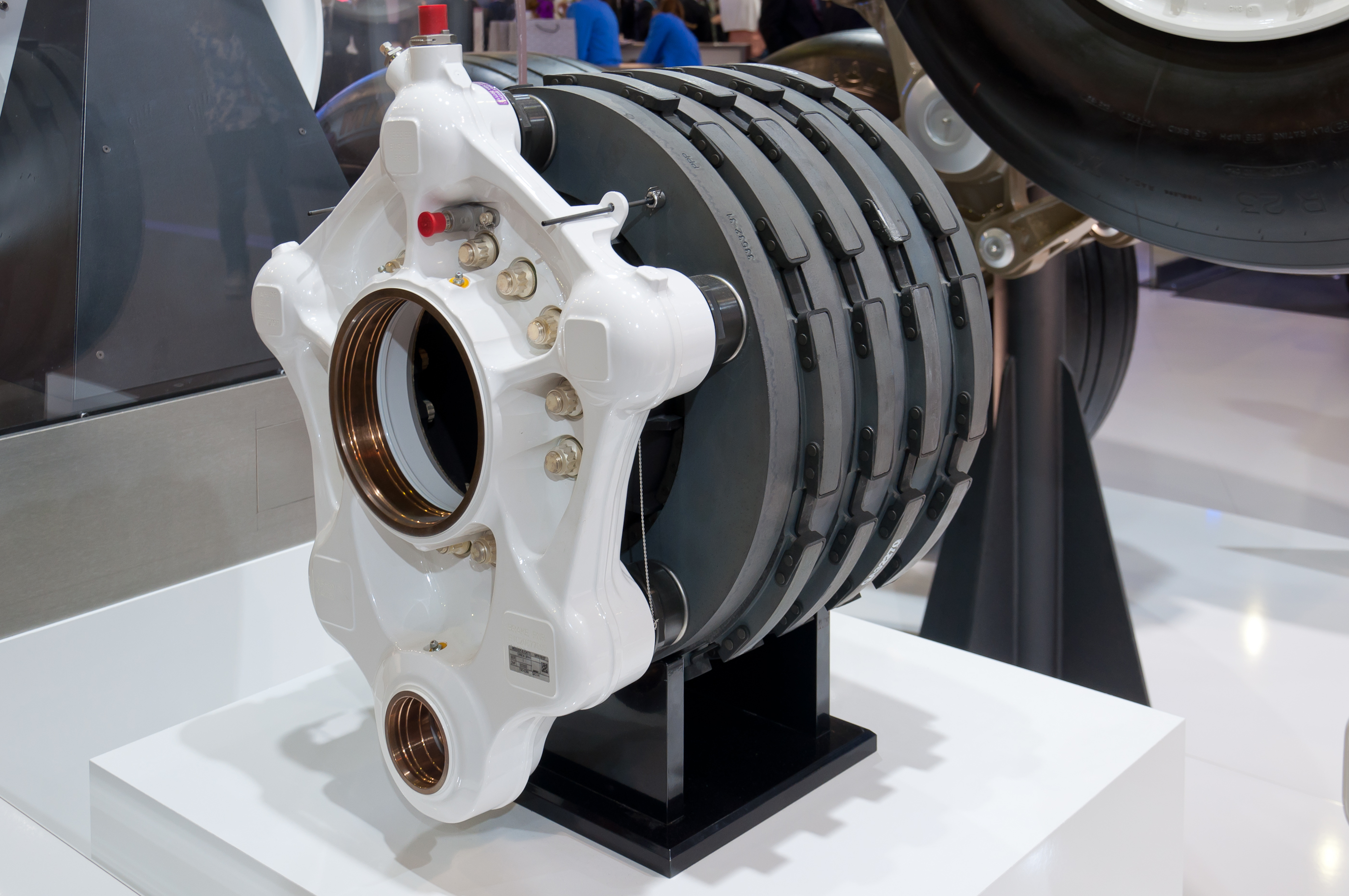
Тормоз колеса самолёта А350. На переднем плане — корпус поршня — штамповка из алюминиевого сплава

Кузнечное производство обеспечивает изготовление штамповок и поковок из алюминиевых сплавов методом объёмной штамповки. Заготовкой для кузнечного производства может быть слиток, прессовое изделие или прокат.
Кузнечно-штамповочное производство имеет в своём составе по два вертикальных гидравлических пресса усилием 1250 тс и 5000 тс, по одному 10 000 тс, 15 000 тс и 30 000 тс, ковочный пресс усилием 6000 тс и кольцераскатной стан. На КУМЗе выпускают детали фюзеляжа и крыльев самолётов, шпангоуты летательных аппаратов, барабаны и реборды самолётных колёс, лопасти самолётных винтов, турбинные лопатки, штампованные обечайки, поршни двигателей внутреннего сгорания, рычаги автомобильных подвесок, буксы железнодорожных колёсных пар, автомобильные колёса.
Используются технологические кузнечные операции осадки слитков, всесторонней ковки, вальцовки (прокатки) с использованием валков переменного сечения, штамповки в объёмных штампах, прошивки, вырубки. Использование штампов с разъёмными вставками позволяет получить штамповки сложной конфигурации с минимальными припусками под механическую обработку.
Масса штамповок от 100 г до 1500 кг, площадь проекции от 100 до 12 500 см². Для термообработки штамповок и поковок кузнечные цеха имеют электрические печи с принудительной циркуляцией воздуха.

## Лаборатория

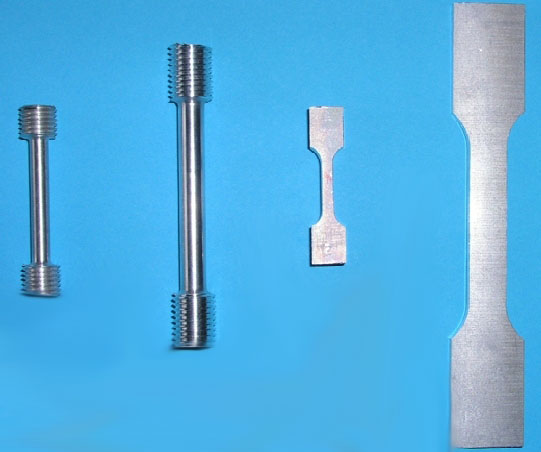
Образцы для испытания на растяжение

У КУМЗа имеется собственная лаборатория, которая может проводить различные испытания свойств алюминиевых полуфабрикатов:
- спектральный анализ
- определение содержания газов в металле
- испытание на растяжение
- испытание на изгиб
- испытание на твёрдость
- вязкость разрушения
- контроль макроструктуры, микроструктуры
- испытание на раздачу конусом

## Экспорт
В настоящее время большая доля продукции КУМЗ производится для экспорта. Алюминиевые полуфабрикаты поставляются в 46 стран мира — Европу, Северную и Южную Америки, Азию, Африку, Океанию.
Согласно требованиям основных мировых потребителей алюминиевых полуфабрикатов система качества, продукция, производство сертифицированы: ISO 9001:2000 и AS9100 (2006—2009 годах компанией SGS, в 2009 компанией TÜV Rheinland Group), ISO 14001, OHSAS 18000, Lloyd’s Register, Межгосударственным авиационным комитетом, Det Norske Veritas, Nadcap

## Финансовые показатели
|                          | 2005 | 2006 | 2007 | 2008 | 2009 | 2010 | 2011 | 2012 | 2013 | 2014  |
| ------------------------ | ---- | ---- | ---- | ---- | ---- | ---- | ---- | ---- | ---- | ----- |
| Выручка, млрд руб.       | 8,1  | 11,1 | 13,5 | 12,2 | 8,4  | 12,7 | 14,6 | 13,9 | 13,4 | 16,2  |
| Чистая прибыль, млн руб. | 6    | 2465 | 489  | −310 | −495 | 544  | 732  | 762  | 553  | -1501 |

## Санкции
Из-за вторжения России на Украину, Каменск-Уральский металлургический завод был внесён в санкционный список стран Евросоюза. 3 марта 2022 года завод  включён в санкционные списки США.
Также Каменск-Уральский металлургический завод находится в санкционных списках Великобритании, Швейцарии, Украины и Японии.

## Влияние на окружающую среду
Работа КУМЗа, как и любого металлургического предприятия, наносит вред окружающей среде. По данным за 2014 год завод не относится к основным источниками загрязнения атмосферного воздуха. Доля КУМЗа в сбросе сточных вод в реку Исеть — 11,6 % (3 место в городе).

## Собственники
По данным на июнь 2015 года кипрская компания Alu Production Holding ltd владела 91,62 % акций завода. При этом конечным бенефициаром предприятия считался Виктор Вексельберг.
В период с 2003 года по 2014 год общее количество акционеров снизилось с 9 014 до 3 458. Реестр акционеров предприятия ведет ЗАО «Профессиональный регистрационный центр».
По состоянию на июль 2019 года 97,4 % акций завода принадлежало компании «Алюминиевые продукты» (49,9 % «Алюминиевых продуктов» владеет дочерняя компания «Реновы» — «Ренова актив», остальные акции  у ООО «Инвенсил» Владимира и Александра Скорняковых).

## Социальная политика

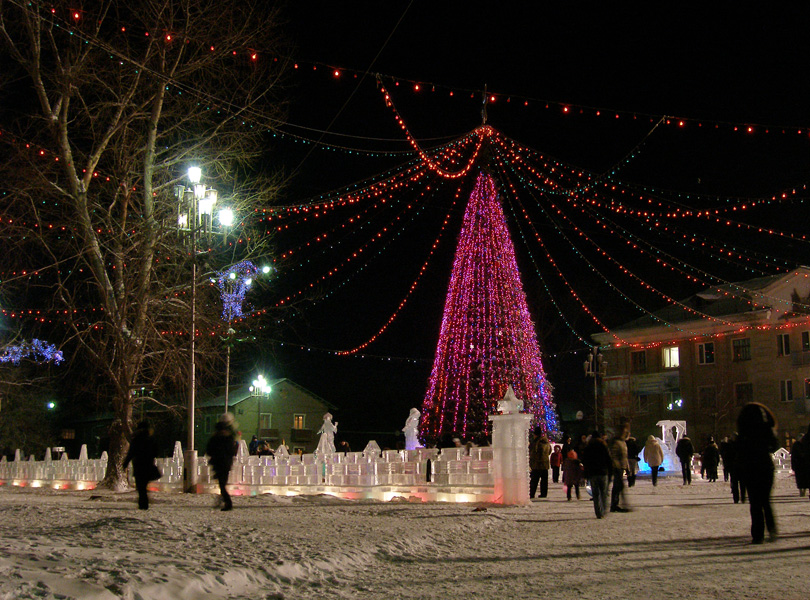
Ледовый городок КУМЗа (Каменск-Уральский, январь 2009)

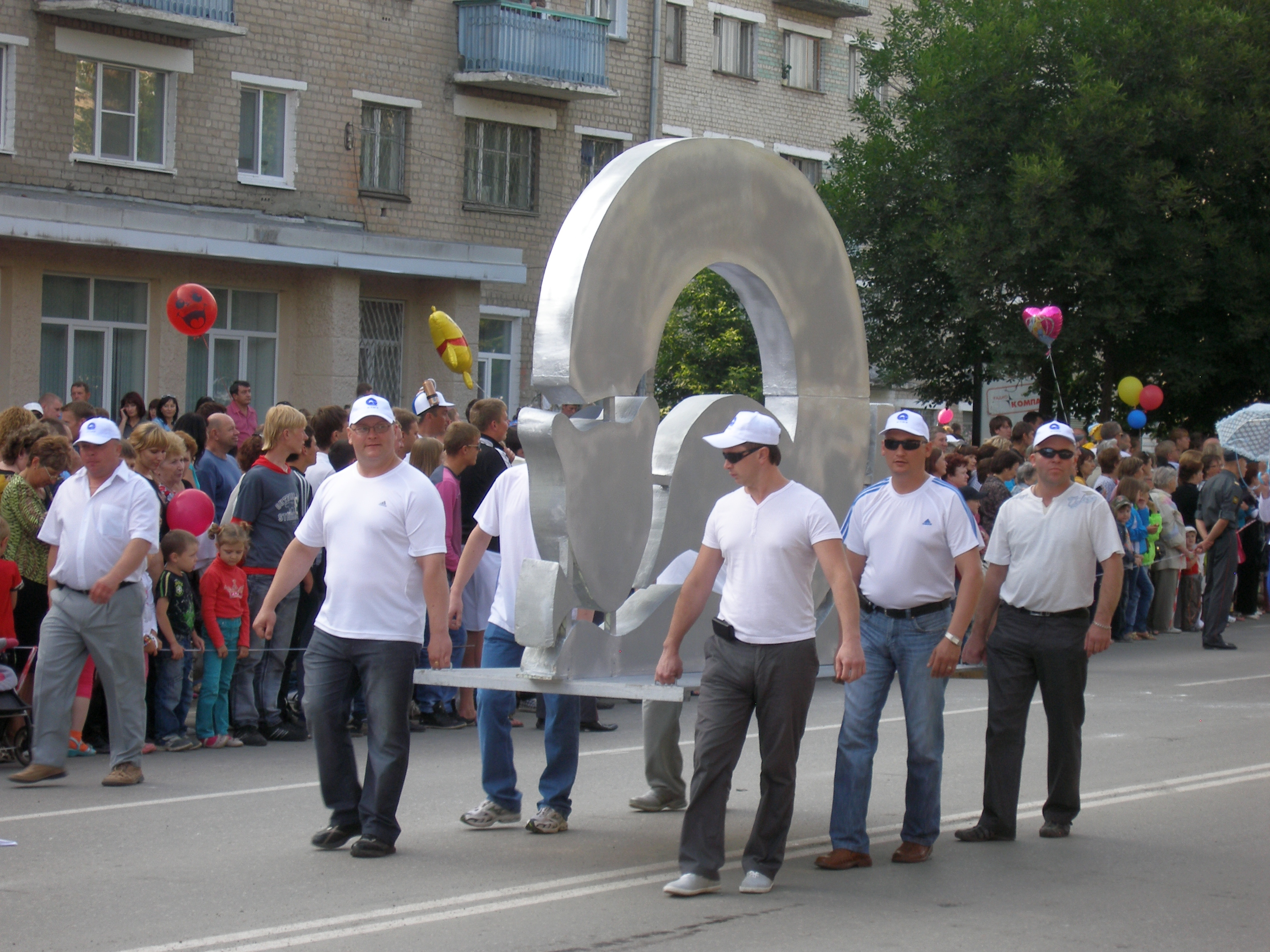
КУМЗ на городском карнавале 2011

Исторически сложилось так, что наличие большого количества крупных промышленных предприятий в городе Каменск-Уральский с начала 1950-х годов привело к нехватке кадров и борьбе предприятий как за квалифицированных инженеров, так и за рабочих. Первым аргументом в этой борьбе было решение жилищной проблемы. Рядом с КУМЗом появился относительно изолированный посёлок имени Чкалова. Обычный темп строительства жилья в 1980-е годы составлял около 11 000 м² в год. Для своих сотрудников завод решал проблемы с детскими садами, медицинским обеспечением, досугом:
- В 1945 году создана центральная площадка с гимнастическим городком, теннисным кортом, беговыми дорожками и местами для волейбола и футбола
- В 1949 году построен стадион «Металлист»[69]
- В 1964 году построен заводской Дом спорта «Металлург»
- В 1966 году открыта заводская поликлиника, в 1967 — детская поликлиника в посёлке Чкалова
- В 1967 году (по другим данным в 1969 году[70]) введена в строй лодочная станция «Металлист» (единственная в настоящее время действующая лодочная станция в городе).
- В 1969 году (по другим данным в 1970 году[71]) построен дворец культуры «Металлург»
- В 1979 году запущен новый терапевтический корпус
- В 1991 году завод приобрёл загородную базу «Луч» на берегу озера Червяное
- В 1992 году закончено строительство новой школы с зимним садом в посёлке имени Чкалова

Ежегодно в канун Нового года на площади перед дворцом культуры «Металлург» завод возводит ледовый (снежный) городок, который в праздники открыт для свободного посещения.

## Спортивная жизнь завода
Ежегодно на заводе проходят летняя и зимняя спартакиады, в которые включены соревнования по футболу и мини-футболу, волейболу, баскетболу, бегу на лыжах, лёгкой атлетике.
По итогам сезона 1995/1996 годов женская волейбольная команда КУМЗа «Металлист» вышла в высшую лигу чемпионата России.